# 列當科
列當科（学名：Orobanchaceae）是真双子叶植物脣形目中的一科，在此以下有二十五個屬，以及超過二百個種。目前有數個屬，傳統上是被分類於廣義的玄參科下，但根據 APG II、APG III，則被歸類至本科，這些屬形成一個單系群。
本科植物為廣泛分布型的植物，主要生長於歐亞大陸的溫帶地區，還有南美洲、北美洲、澳洲的某些部分、紐西蘭、熱帶非洲。

## 特性
本科的植物除了鐘萼草屬、崖白菜属及地黃屬為非寄生性植物，其餘的各屬可以分為全寄生或半寄生植物。本科的植物為一年生或多年生的草本植物。它們會生長於宿主的根部。全寄生的種類會完全寄生於宿主，且沒有葉綠素不能進行光合作用。而半寄生的種類（多是自傳統上玄參科轉移而來）是能夠進行光合作用，而且寄生在宿主身上，但若無宿主時亦可以自己進行光合作用合成營養所需，本科的這類兼性寄生與非寄生植物，在傳統上多是被分於玄參科。

## 形態
寄生植物藉由吸器附著到宿主以吸取營養，只有半寄生植物具有額外的根系(類似一般非寄生植物的根系)。本科大部份的全寄生植物具有短而肥大的根或膨大的吸器，這可能為簡單型的(僅具根或吸器)或是複合式的(同時具根及吸器)。
半寄生植物的花為脣形 (兩側對稱)，並排列成總狀或穗狀 (極少為單生)花序。管狀的花萼由2至5片萼片組成，花冠則由五枚花瓣合生成為脣形花，上脣具2枚花瓣(合生)，下脣則有3枚。雄蕊4枚，2枚具較長花絲，2枚為較短花絲，花絲的基部自冠筒中部以下(至基部)黏合於筒壁(花冠內壁)，或僅著生於冠筒基部，這些雄蕊與花冠的裂瓣互生(位置相對，即著生於花冠裂瓣之間)，通常第5枚雄蕊退化或者完全闕如；雄蕊成熟時，作縱向開裂。子房為上位子房(花下位)。
果實為單室蒴果，其間為許多極小、具胚乳的種子，種子藉由風力傳播，以增加找到新宿主的機會。
本科植物的傳粉者為昆蟲或鳥類，例如：美洲的火焰草屬 (Castilleja) 的植物之傳粉者可為蜂鳥。

## 價值

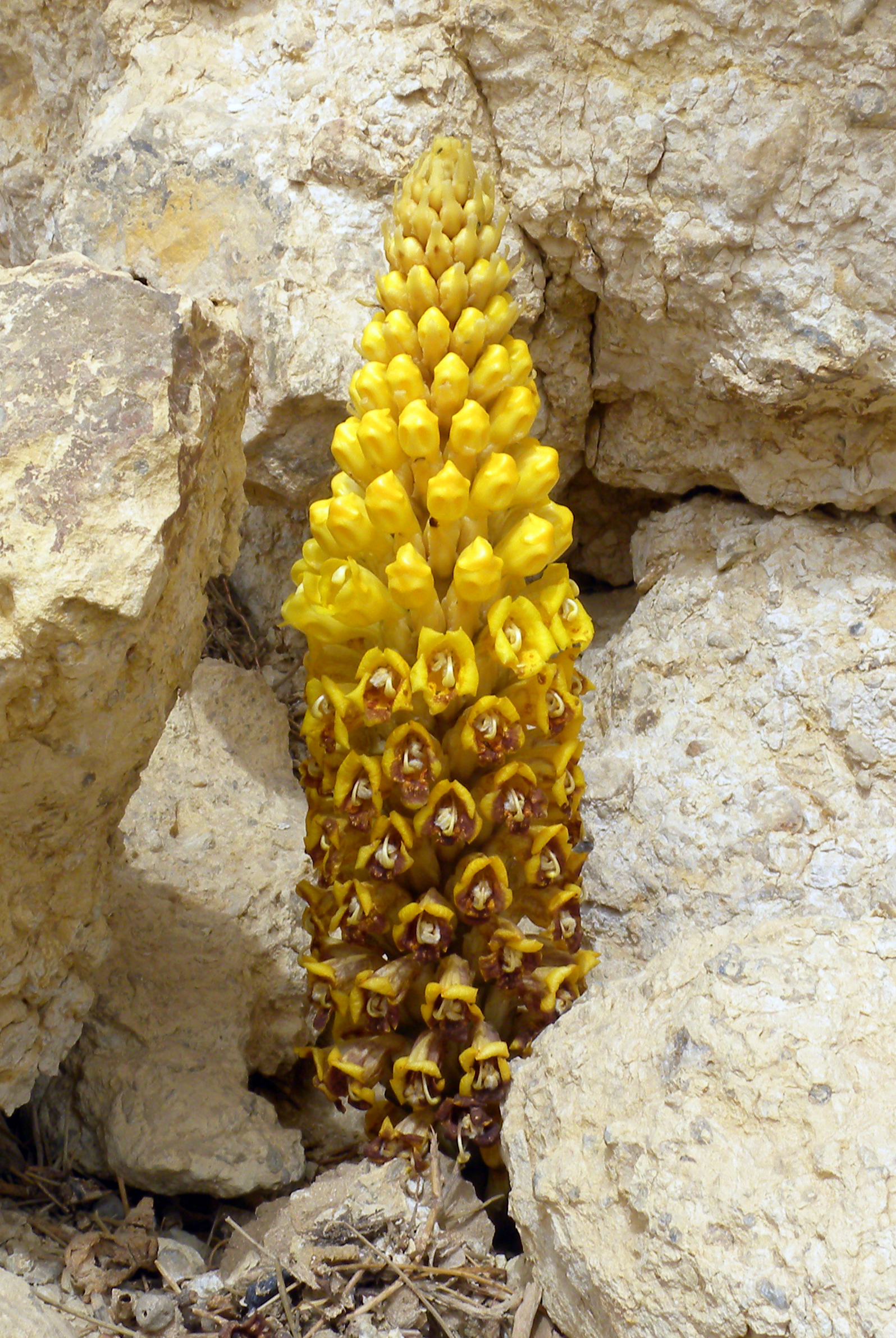
Cistanche tubulosa

- 經濟上的负面作用，主要是列當屬及獨腳金屬的植物，會造成農作物的損害。例如原產於歐洲中部及西南部的分枝列當 (Orobanche ramosa)已入侵某些地方並造成當地的農作物損傷(參見列當屬)；獨腳金 (Striga asiatica (L.) Kuntze) 則會對作物，尤其對甘蔗造成極大的損害[3]。
- 植物經濟上的重要性較低，有些種類為中草藥的來源。例如地黄、列當、肉蓯蓉、草苁蓉等。
- 義大利南部的普利亞地區，會收集一種被稱為 spocchia 的列當屬植物的莖食用[4]。
- 肉蓯蓉是一種中藥，除了被消費而減少，其宿主梭梭亦因作為柴火而減少，亦導致肉蓯蓉被列入《瀕危野生動植物種國際貿易公約》附錄二的保護。

## 分類
中國產的列當科植物被分為列當族 (tribe Orobancheae) 與藨寄生族 (tribe Gleadovieae Popov)。下列為選列的屬，中國產者見注釋。

### 列當族
肉蓯蓉屬、列當屬、草蓯蓉屬、野菰屬等4個屬被分在列當族中，主要的分類依據是「花序為總狀或穗狀，分枝少，或極少例子為花單生，花朵著生位置遠遠超過土壤表面；具有1輪或2輪的機械组織」。

### 藨寄生族
豆列當屬、藨寄生屬、假野菰屬、黃筒花屬等4個中國產的屬被歸類在藨寄生族，其花序亞頭狀或亞繖房狀 (近似頭狀、繖房狀)，花序上的花著生於接近地表處，無機械組織。

### 齒鱗草屬
傳統上，齒鱗草屬植物被歸在列當科，較近的分類學者則認為應被列在玄參科 Tozzia 屬附近。

### 部份屬的列表
- 野菰屬 Aeginetia L., 1753[7](Aeginetia，全寄生)
- Bartsia  (半寄生)
- Bellardia
- 草蓯蓉屬 Boschniakia ，全寄生[8]

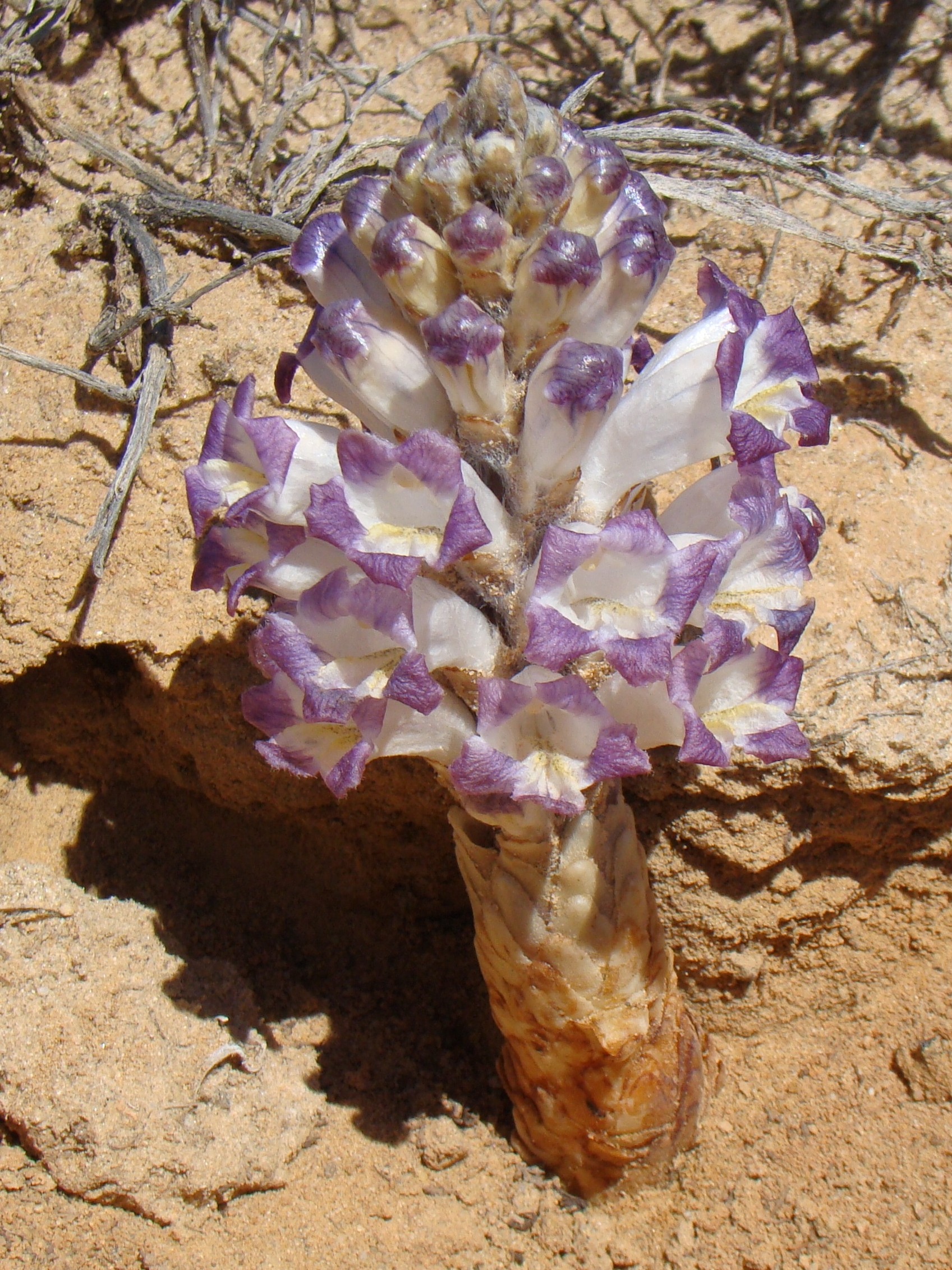
鹽生肉蓯蓉 (Cistanche salsa (C. A. Meyer) Beck)。

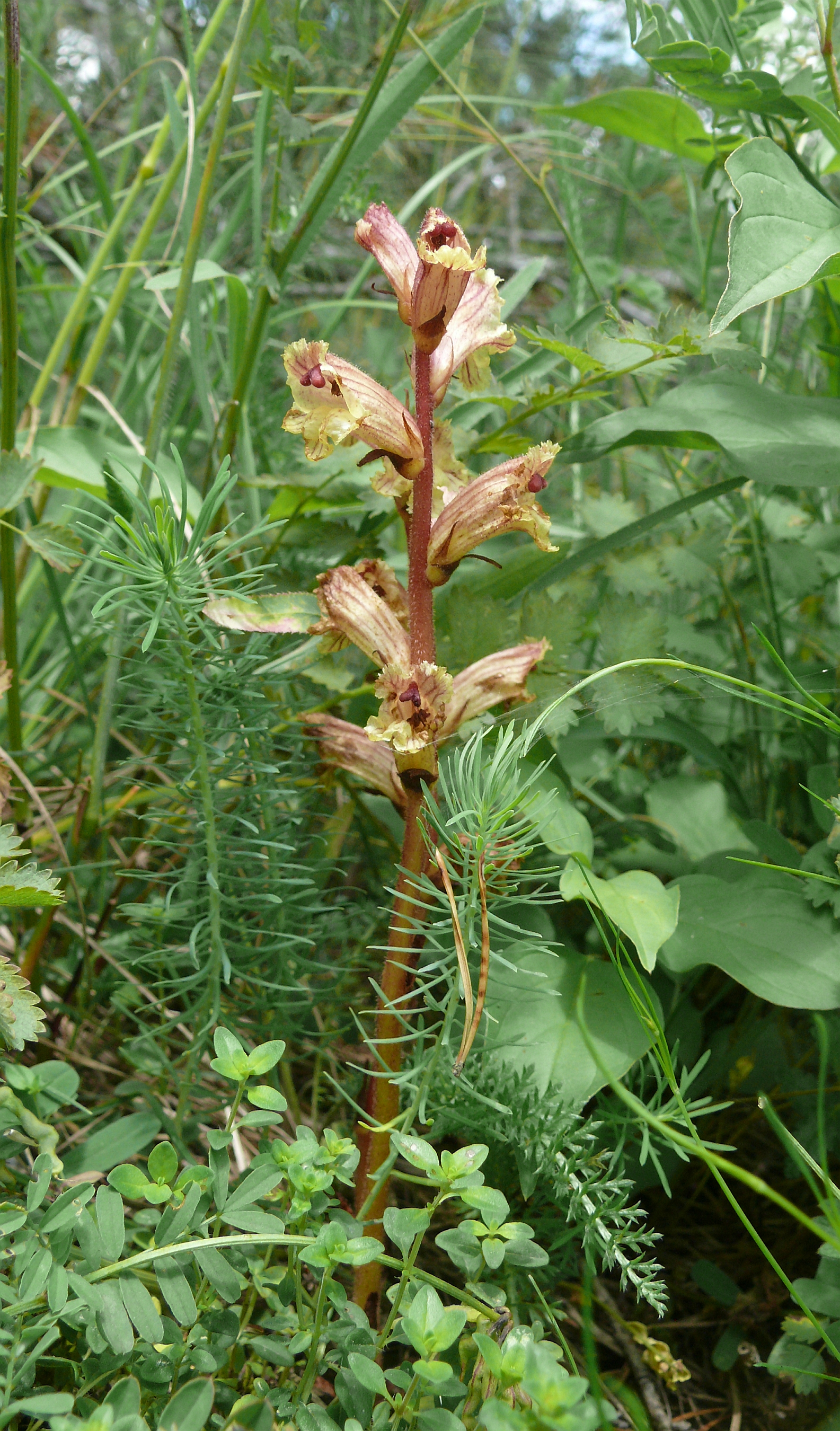
分布自歐洲、中亞、西南亞至中國的四川、西藏等地的高海拔物種：白花列當 (Orobanche alba Stephan)。

  - Castilleja : Indian Paintbrush (半寄生)
- 假野菰屬 Christisonia ，全寄生[9]
- 肉蓯蓉屬 Cistanche ，全寄生[10]
- Conopholis : Cancer-root
- Cordylanthus  : Bird's-beak
- Epifagus : Beechdrops
- Erinus  (半寄生)
- 小米草属 Euphrasia  (半寄生)
- 藨寄生屬 Gleadovia ，全寄生[11]
- Kopsiopsis
- 齒鱗草屬 Lathraea ，全寄生[12]
- 鐘萼草屬 Lindenbergia ，非寄生性[1]
- 豆列當屬 Mannagettaea ，全寄生[13]
- 山羅花屬 Melampyrum ，半寄生[14]
- Necranthus
- Neobartsia Uribe-Convers & Tank, 2016
- 疗齿草属 Odontites ，半寄生
- 列當屬 Orobanche ，全寄生[15]
- 直果草属 Orthocarpus : Owl's Clover，半寄生)
- Parentucellia  (半寄生)
- 馬先蒿属 Pedicularis ，半寄生[16]
- 黃筒花屬 [17](Phacellanthus
- Phelypaea  (半寄生)
- Platypholis
- 地黃屬 Rehmannia ，非寄生性[2]
- 鼻花属 Rhinanthus ，半寄生
- 獨腳金屬 Striga ，半寄生[18]
- Triphysaria
- 丁座草属 Xylanche